# زیردریایی یو-۶۳ (۱۹۳۹)
زیردریایی یو-۶۳ (۱۹۳۹) (به انگلیسی: German submarine U-63 (1939)) یک زیردریایی بود که طول آن ۴۳٫۹۰ متر (۱۴۴ فوت ۰ اینچ) بود. این زیردریایی در سال ۱۹۳۹ ساخته شد.